# 陳留郡 (東魏)
陳留郡，中國東魏時設置的僑郡。

## 沿革
東魏孝靜帝武定六年（548年），在北揚州境內僑置陳留郡（今河南省項城市一帶），領四僑縣：小黃、宋、雍丘、新蔡。
北齊文宣帝天保二年（551年），改北揚州為信州，陳留郡仍屬之。天保七年（556年），廢陳留郡及其領縣。

## 人口
- 東魏孝靜帝武定中（543年－550年），陳留郡有367戶、775口。[1]